# فرودگاه شهرستان سگینو اچ دبلیو برون
فرودگاه سگینو کانتی اچ دبلیو برون (به انگلیسی: Saginaw County H.W. Browne Airport) یک فرودگاه همگانی بهره‌برداری هوایی با کد یاتا HYX است که یک باند فرود آسفالت دارد و طول باند آن ۱۱۵۹ متر است. این فرودگاه در کشور ایالات متحده آمریکا قرار دارد و در ارتفاع ۱۸۳ متری از سطح دریا واقع شده است.